# Dastarcus confinis
Dastarcus confinis is een keversoort uit de familie knotshoutkevers (Bothrideridae). De wetenschappelijke naam van de soort werd in 1860 gepubliceerd door Francis Polkinghorne Pascoe. De soort werd ontdekt in Nieuw-Guinea.